# Juan Chamorro (pintor)
Juan Chamorro (c. 1610-1684), fue un pintor barroco español activo en Sevilla. 
Discípulo de Francisco de Herrera el Viejo, según Ceán Bermúdez, fue presidente de la academia de dibujo sevillana en el curso 1669 y 1670.
Se examinó del arte de pintor en Sevilla en 1650, diciéndose con tal motivo vecino de Sevilla en la colación de San Vicente y de cuarenta años de edad, pintor de imaginería al óleo y de dorado bruñido y mate. Ampliamente documentado por Duncan T. Kinkead, en 1653 fue designado fiscal del gremio de la pintura y dorado, estofado y encarnado, del que entre 1655 y 1657 ejerció como alcalde examinador junto con Manuel de Aguilar. En su calidad de tal examinó, entre otros, a Ignacio de León Salcedo y a Matías de Arteaga. También como alcalde alamín pleiteó ante la Real Audiencia en defensa de la dignidad del arte de la pintura y contra la hermandad de Jesús Nazareno, con la que alcanzó un acuerdo en junio de 1655.
En 1665 figura en el padrón municipal censado en la colación de San Miguel como maestro pintor, declarándose en esta ocasión natural de Sevilla, de más de cincuenta y cinco años y sin armas. Casado con Ana de Castro, consta que tuvo al menos un hijo, Andrés Chamorro de Valencia, quien ejercería también el oficio de pintor. Padre e hijo intervinieron mutuamente como fiadores en varios de los numerosos contratos de arrendamiento que firmaron, pues siempre vivió de alquiler y con frecuencia mudó de domicilio. El último en 1684, tratándose de la última noticia que de él se tiene, cuando alquiló por doce meses una casa en la calleja de San Francisco de Paula por 48 reales, saliendo fiador otro pintor, Francisco Arias, con residencia en la misma calleja.
De su producción pictórica Ceán citaba únicamente cuatro cuadros de doctores de la iglesia de cuerpo entero, localizados en el crucero de la primitiva iglesia del convento de la Merced calzada de Sevilla, junto con otros cuadros de la Vida de la Virgen también de Chamorro en número no especificado, «que le acreditan de buen pintor, y de buen gusto en el colorido». Desamortizado el convento en 1835 y transformado en Museo de Bellas Artes, no se tiene noticia de estos cuadros y ninguna pintura firmada por Chamorro se ha localizado.